# Noli me tangere
Noli me tangere! (”Rør mig ikke!”) er den latinske oversættelse af den opstandne Jesu ord til Maria Magdalene. På dansk oversættes passagen i Det Nye Testamente, Johannesevangeliet, kapitel 20, vers 17 således:
”V17: Jesus sagde til hende: ”Hold mig ikke tilbage, for jeg er endnu ikke steget op til Faderen; men gå hen til mine brødre og sig til dem: Jeg stiger op til min fader og jeres fader, til min Gud og jeres Gud.”

Den bibelske betydning af Jesu ord ”rør mig ikke!” er omdiskuteret. Den latinske oversættelse, som ikke er den oprindelige, kan lyde som et forbud imod at berøre den opstandne. Hvis det var meningen, ville det stå i grel modsætning til opfordringen, disciplene senere får i selvsamme kapitel, hvor Jesus netop opfordrer dem til at tage fat i ham, og derved forvisse sig om at han er opstået konkret og fysisk (kapitel 20, versene 26-28). 
Derfor synes den danske oversættelse i Bibelen 1992: "Hold mig ikke tilbage!" at være mere træffende. Her er betydningen snarere, at Maria Magdalene ikke må forsinke Jesus i det, der videre skal ske. 
Maria Magdalenes første møde med den genopstandne Jesus Kristus er et ofte brugt klassisk motiv.
I den lettere afdeling kan nævnes, at 
En følsom og sart plante kaldes Noli me tangere.